# Boldizsár Bodor
Boldizsár ("Boldi") Bodor (Pécs, 27 april 1982) is een Hongaars voormalig betaald voetballer die als linker middenvelder speelde. Bodor verwierf weliswaar het eerst bekendheid als centrale verdediger, en later linksachter, bij het Belgische Germinal Beerschot Antwerpen na de eeuwwisseling. 

## Clubcarrière
Bodor begon zijn carrière in Hongarije bij Pécsi Mecsek FC, maar vertrok in 2000 naar het Belgische Germinal Beerschot Antwerpen, waar hij aanvankelijk wisselspeler was. Vanaf 2001 ontwikkelde Bodor zich echter gestaag als basisspeler, en hij was dit tot 2004. Als centrale verdediger vormde hij sterke duo's met Bert Dhont en Samir Beloufa of met de bij Ajax opgeleide Walker en Aaron Mokoena. Onder Franky Van der Elst debuteerde hij bij GBA in het eerste elftal. Later diende Bodor ook nog als backup voor Pieter-Jan Monteyne op de positie van linksachter. 
Bodor vertrok na het seizoen 2003/2004 uit België, om een handtekening te zetten onder een contract bij Roda JC.
Bij Roda heeft hij in zijn eerste twee seizoenen bijna geen enkele wedstrijd gemist.
De Hongaar was een verdediger annex middenvelder die links of centraal kon opereren en die een zeer krachtig schot in de benen had — net zoals zijn landgenoot László Bodnar, met wie Bodor enige tijd bij Roda JC actief was. Door deze eigenschap scoort hij regelmatig een doelpunt. Toen Roda JC problemen in de aanvalslinie had fungeerde Bodor zelfs enige tijd als stand-in voor de gemiste aanvallers.
In het seizoen 2011/12 speelde Bodor voor OFI Kreta en in het seizoen 2012/13 voor K. Beerschot AC. In het seizoen 2013/14 keerde hij terug in Nederland bij NAC Breda. Hierna zat hij een half jaar zonder club voor hij in januari 2015 voor een half jaar aansloot bij de Belgische amateurclub Antonia FC.
Bodor keerde in maart 2017 terug bij Roda JC als jeugdtrainer.

## Clubstatistieken
| Seizoen | Club               | Competitie        | Duels | Goals |
| ------- | ------------------ | ----------------- | ----- | ----- |
| 1999/00 | Pécsi Mecsek FC    | Nemzeti Bajnokság | 9     | 1     |
| 2000/01 | Germinal Beerschot | Eerste klasse     | 4     | 0     |
| 2001/02 | Germinal Beerschot | Eerste klasse     | 28    | 1     |
| 2002/03 | Germinal Beerschot | Eerste klasse     | 26    | 1     |
| 2003/04 | Germinal Beerschot | Eerste klasse     | 21    | 0     |
| 2004/05 | Roda JC            | Eredivisie        | 31    | 0     |
| 2005/06 | Roda JC            | Eredivisie        | 33    | 3     |
| 2006/07 | Roda JC            | Eredivisie        | 29    | 2     |
| 2007/08 | Roda JC            | Eredivisie        | 27    | 4     |
| 2008/09 | Roda JC            | Eredivisie        | 29    | 4     |
| 2009/10 | Roda JC            | Eredivisie        | 33    | 5     |
| 2010/11 | Roda JC            | Eredivisie        | 28    | 2     |
| 2011/12 | OFI Kreta          | Super League      | 16    | 0     |
| 2012/13 | Beerschot AC       | Eerste klasse     | 10    | 1     |
| 2013/14 | NAC Breda          | Eredivisie        | 17    | 0     |
| Totaal  | Totaal             | Totaal            | 355   | 28    |

## Interlandcarrière
Bodor maakte zijn debuut voor Hongarije op 19 november 2003 in een met 0-1 verloren vriendschappelijke interland tegen Estland.